# Yuttajak Glinbancheun
Yuttajak Glinbancheun (20 de diciembre de 1996) es un deportista tailandés que compite en tenis de mesa adaptado. Ganó cinco medallas en los Juegos Paralímpicos de Verano entre los años 2016 y 2024.

## Palmarés internacional
| Juegos Paralímpicos | Juegos Paralímpicos     | Juegos Paralímpicos | Juegos Paralímpicos |
| Año                 | Lugar                   | Medalla             | Prueba              |
| ------------------- | ----------------------- | ------------------- | ------------------- |
| 2016                | Río de Janeiro (Brasil) | Medalla de bronce   | Equipo 3            |
| 2020                | Tokio (Japón)           | Medalla de bronce   | Equipo 3            |
| 2024                | París (Francia)         | Medalla de plata    | Dobles XD7 mixto    |
| 2024                | París (Francia)         | Medalla de bronce   | Individual MS3      |
| 2024                | París (Francia)         | Medalla de bronce   | Dobles MD8          |